# DirecTV-6
O DirecTV-6 (anteriormente conhecido por Tempo 2) foi um satélite de comunicação geoestacionário construído pela Space Systems/Loral (SS/L), ele estava localizado na posição orbital de 109.5 graus de longitude oeste e era operado pela DirecTV. O satélite foi baseado na plataforma LS-1300 e sua expectativa de vida útil era de 15 anos.

## Lançamento
O satélite foi lançado com sucesso ao espaço no dia 18 de agosto de 1996, por meio de um veículo Atlas IIA, a partir da Estação da Força Aérea de Cabo Canaveral na Flórida, EUA. Ele tinha uma massa de lançamento de 3.640.

## Capacidade e cobertura
O DirecTV-6 era equipado com 32 transponders em banda Ku para fornecer transmissão direta de televisão digital para os assinantes norte-americanos.